# Kathy Hammond
Kathleen "Kathy" Hammond (* 11. Februar 1951 in Sacramento, Kalifornien) ist eine US-amerikanische Leichtathletin und Olympionikin.
Bei den Hallenmeisterschaften in den USA gewann sie 1970 und 1972 über 440 Yards die Goldmedaille. 1973 wurde sie Zweite.
Bei den XX. Olympischen Sommerspielen 1972 in München gewann sie die Bronzemedaille im 400-Meter-Lauf hinter der DDR-Deutschen Monika Zehrt (Gold) und der Westdeutschen Rita Wilden (Silber).